# Olivier Aertssen
Olivier Aertssen (Veldhoven, 7 augustus 2004) is een Nederlandse voetballer die doorgaans speelt als centrale verdediger. Hij komt uit voor PEC Zwolle.

## Clubcarrière
Aertssen speelde in de jeugd bij achtereenvolgens Oirschot Vooruit, VV Wolfaartsdijk, VV Kloetinge en Sparta Rotterdam alvorens hij in 2019 overstapte naar Ajax. Een jaar later tekende hij er een driejarig profcontract. Op 10 januari 2022 maakte hij namens Jong Ajax zijn debuut in een uitwedstrijd bij Jong FC Utrecht. Op 11 januari 2023 debuteerde hij in het eerste team van Ajax, als invaller in de bekerwedstrijd tegen FC Den Bosch. Op 21 februari verlengde Aertssen zijn verbintenis met Ajax tot medio 2025.
Op 26 augustus 2024 werd bekend dat Aertssen de overstap naar PEC Zwolle zou maken, hij tekende hier voor een contract van tot juni 2027 met een optie voor nog een jaar.

## Carrièrestatistieken
| Seizoen                        | Club            | Land            | Competitie      | Competitie | Competitie | Beker | Beker | Internationaal | Internationaal | Overig | Overig | Totaal | Totaal |
| Seizoen                        | Club            | Land            | Competitie      | Wed.       | Dlp.       | Wed.  | Dlp.  | Wed.           | Dlp.           | Wed.   | Dlp.   | Wed.   | Dlp.   |
| ------------------------------ | --------------- | --------------- | --------------- | ---------- | ---------- | ----- | ----- | -------------- | -------------- | ------ | ------ | ------ | ------ |
| 2021/22                        | Jong Ajax       | Nederland       | Eerste divisie  | 3          | 0          | –     | –     | –              | –              | –      | –      | 3      | 0      |
| 2022/23                        | Ajax            | Nederland       | Eredivisie      | 0          | 0          | 1     | 0     | –              | –              | 0      | 0      | 1      | 0      |
| 2022/23                        | Jong Ajax       | Nederland       | Eerste divisie  | 36         | 1          | –     | –     | –              | –              | –      | –      | 36     | 1      |
| 2023/24                        | Jong Ajax       | Nederland       | Eerste divisie  | 23         | 0          | –     | –     | –              | –              | –      | –      | 23     | 0      |
| 2024/25                        | PEC Zwolle      | Nederland       | Eredivisie      | 20         | 1          | 1     | 0     | –              | –              | 0      | 0      | 21     | 0      |
| 2025/26                        | PEC Zwolle      | Nederland       | Eredivisie      | 1          | 0          | 0     | 0     | –              | –              | 0      | 0      | 1      | 0      |
| Carrière totaal                | Carrière totaal | Carrière totaal | Carrière totaal | 113        | 3          | 14    | 0     | 5              | 1              | 2      | 0      | 134    | 3      |
| Bijgewerkt op 10 augustus 2025 |                 |                 |                 |            |            |       |       |                |                |        |        |        |        |

## Interlandcarrière

### Nederland onder 19
Op 24 september 2022 debuteerde Aertssen bij het Nederland –19 in een kwalificatiewedstrijd tegen Noord-Ierland –19 (0–0).
| Interlands van Olivier Aertssen | Interlands van Olivier Aertssen | Interlands van Olivier Aertssen | Interlands van Olivier Aertssen | Interlands van Olivier Aertssen | Interlands van Olivier Aertssen |
| №                               | Datum                           | Wedstrijd                       | Uitslag                         | Soort wedstrijd                 | Doelpunten                      |
| Als speler bij Ajax             | Als speler bij Ajax             | Als speler bij Ajax             | Als speler bij Ajax             | Als speler bij Ajax             | Als speler bij Ajax             |
| ------------------------------- | ------------------------------- | ------------------------------- | ------------------------------- | ------------------------------- | ------------------------------- |
| 1.                              | 24 september 2022               | Nederland – Noord-Ierland       | 0 – 0                           | Kwalificatie EK 2023 –19        | 0                               |

### Nederland onder 18
Op 28 maart 2022 debuteerde Aertssen bij het Nederland –18 in een vriendschappelijke wedstrijd tegen Duitsland –18 (5–1).
| Interlands van Olivier Aertssen | Interlands van Olivier Aertssen | Interlands van Olivier Aertssen | Interlands van Olivier Aertssen | Interlands van Olivier Aertssen | Interlands van Olivier Aertssen |
| №                               | Datum                           | Wedstrijd                       | Uitslag                         | Soort wedstrijd                 | Doelpunten                      |
| Als speler bij Ajax             | Als speler bij Ajax             | Als speler bij Ajax             | Als speler bij Ajax             | Als speler bij Ajax             | Als speler bij Ajax             |
| ------------------------------- | ------------------------------- | ------------------------------- | ------------------------------- | ------------------------------- | ------------------------------- |
| 1.                              | 28 maart 2022                   | Duitsland – Nederland           | 1 – 5                           | Vriendschappelijk               | 0                               |